# Фагоцит
Фагоцитът, в буквален превод от гръцки – „клеткоед, клеткояд“, представлява клетка (еукариотна или прокариотна), която има свойството да извършва процеса фагоцитоза (клеткоизяждане).
Фагоцитозата е процес на поглъщане/изяждане на частица или дори цял микроорганизъм. Наименованието идва от гръцката дума фагос – изяждам. Фагоцити например са клетките T-killer (така наречените Т-Убийци), които са основна част от имунната система на човешкия организъм. Те разпознават чуждите агенти (вируси, бактерии, чужди аминокиселини, частици) на принципа антиген-антитяло, след което го консумират и разграждат до съставните му частици чрез редица биохимични реакции. Градивните частици, останали след обработката, се използват като хранителни и градивни вещества в клетката.